# 波特廣場 (亞利桑那州)
波特廣場（英語：Potter Place）是位於美國亞利桑那州阿帕契縣的一個非建制地區。該地的面積和人口皆未知。

## 地理
波特廣場的座標為34°48′40″N 109°39′20″W / 34.81111°N 109.65556°W，而該地的平均海拔高度為1693米（即5554英尺）。